# Agrochola approximata
Agrochola approximata là một loài bướm đêm trong họ Noctuidae.